# Bogowie (film)
Bogowie – polski film biograficzny z 2014 roku w reżyserii Łukasza Palkowskiego, zrealizowany na podstawie scenariusza Krzysztofa Raka. Bohaterem filmu jest Zbigniew Religa (odtwórca roli – Tomasz Kot), który przeprowadził w 1985 roku pierwszą udaną w Polsce transplantację serca. Film śledzi dokonania Religi w latach 80. XX wieku, zmierzające do wykonania owego zabiegu wbrew skostniałej biurokracji służby zdrowia okresu Polskiej Rzeczypospolitej Ludowej.
Zdjęcia do Bogów były realizowane w październiku i listopadzie 2013 roku, a za zdjęcia do filmu odpowiadał Piotr Sobociński junior. Bogowie spotkali się z pozytywnym odbiorem ze strony krytyków, zdobywając między innymi Złote Lwy na 39. Festiwalu Filmowym w Gdyni oraz Orły dla najlepszego filmu. Wielokrotnie nagradzana była również pierwszoplanowa rola Kota. Film doceniła także publiczność, o czym świadczy frekwencja kinowa wynosząca 2,2 miliona widzów.

## Obsada
- Tomasz Kot – Zbigniew Religa
- Piotr Głowacki – Marian Zembala
- Szymon Piotr Warszawski – Andrzej Bochenek
- Magdalena Czerwińska – Anna Religa, żona Zbigniewa
- Rafał Zawierucha – Romuald Cichoń
- Marta Ścisłowicz – pielęgniarka Magda
- Karolina Piechota – pielęgniarka Krysia
- Wojciech Solarz – anestezjolog
- Arkadiusz Janiczek – perfuzjonista
- Cezary Kosiński – Roman Włodarski
- Konrad Bugaj – młody lekarz
- Magdalena Kaczmarek – pielęgniarka Jolka
- Magdalena Wróbel – pielęgniarka Michalina
- Milena Suszyńska – pielęgniarka Gośka
- Jan Englert – profesor Wacław Sitkowski
- Władysław Kowalski – Jan Moll
- Zbigniew Zamachowski – Stanisław Pasyk
- Marian Opania – Jan Nielubowicz
- Małgorzata Łata – pacjentka Ewka
- Kinga Preis – matka Ewki
- Ryszard Kotys – członek komisji etyki lekarskiej
- Włodzimierz Adamski – członek komisji etyki lekarskiej
- Marian Zembala – członek komisji etyki lekarskiej
- Andrzej Bochenek – członek komisji etyki lekarskiej
- David L. Price – prelegent
- Magdalena Lamparska – kelnerka
- Franciszek Wiszniewski - ksiądz

- Izabela Dąbrowska- matka księdza

## Produkcja
Zdjęcia do Bogów kręcono ponad dwa miesiące, a okres zdjęciowy trwał do listopada 2013. Początkowo film powstawał na Mazurach i na Śląsku, ale większość zdjęć ukończono w warszawskim Szpitalu Wolskim, który imitował zabrzańską klinikę kardiochirurgii. Aktorzy odtwarzający kardiochirurgów musieli nauczyć się obsługi podstawowej aparatury, nazw narzędzi oraz wykonywania codziennych czynności medycznych. Na planie obecni byli również konsultanci medyczni, którzy doradzali twórcom w sprawie prawidłowego przebiegu i realizacji zabiegów medycznych. Proces powstawania Bogów śledził asystent Zbigniewa Religi, Marian Zembala.

## Odbiór
Bogowie spotkali się przeważnie z pozytywnymi opiniami polskich krytyków. Agata Łysakowska-Trzoss z portalu Histmag.org chwaliła film jako „świetnie zrobiony pod względem technicznym”, począwszy od gry aktorskiej, a kończąc na muzyce Bartosza Chajdeckiego, która „znakomicie współgra z poszczególnymi scenami”. Szymon Radzewicz ze strony Spider’s Web uznał Bogów za „najlepszy polski film, jaki widziałem tego roku. Możliwe, że również kilku poprzednich”. W opinii Janusza Wróblewskiego z „Polityki” Kot jako Religa „nie tylko upodobnił się do swego bohatera fizycznie, opanował jego gesty, mimikę, charakterystyczny sposób przygarbienia, palenia papierosów [...] Mistrzostwo osiągnął jednak, odsłaniając słabości Religi: jego nerwowość, arogancję, pijaństwo i [...] poświęcenie życia rodzinnego dla zawodowej pasji”. Katarzyna Szarla z „Kultury Liberalnej” również doceniała kreację Kota: „Filmowy Religa, mimo że woli zasłuchiwać się w jazzowych standardach, ma rockandrollową duszę, nie waha się kwestionować status quo i zręcznie lawiruje na granicy tego, co akceptowalne dla innych medyków”. Jednakże Szarla uznała sam film za „niewiele więcej niż efektowne ożywienie kilku fotografii, pozbawione odpowiednio głębokiego namysłu nad przenoszoną na ekran historią”. W krytycznym artykule poświęconym Bogom Marcin Stachowicz z „Pleografu” ironizował, że film Palkowskiego, choć „koncentruje się prawie wyłącznie na życiu i problemach elit społecznych”, stał się „w opinii widzów, krytyków i branży jednym z pierwszych po 1989 roku dzieł w udany sposób realizujących postulat hollywoodzkiej przystępności, uniwersalności przekazu, narodowej dydaktyki i wizualnej nowoczesności”.

## Nagrody
| Rok  | Festiwal/instytucja                                            | Nagroda                                                        | Odbiorca                            |
| ---- | -------------------------------------------------------------- | -------------------------------------------------------------- | ----------------------------------- |
| 2014 | Festiwal Polskich Filmów Fabularnych                           | Złote Lwy dla najlepszego filmu                                | Łukasz Palkowski                    |
| 2014 | Festiwal Polskich Filmów Fabularnych                           | Nagroda za scenariusz                                          | Krzysztof Rak                       |
| 2014 | Festiwal Polskich Filmów Fabularnych                           | Nagroda za scenografię                                         | Wojciech Żogała                     |
| 2014 | Festiwal Polskich Filmów Fabularnych                           | Nagroda za charakteryzację                                     | Agnieszka Hodowana Aneta Brzozowska |
| 2014 | Festiwal Polskich Filmów Fabularnych                           | Nagroda za rolę męską                                          | Tomasz Kot                          |
| 2014 | Festiwal Polskich Filmów Fabularnych                           | Złoty Klakier                                                  | Łukasz Palkowski                    |
| 2014 | Festiwal Polskich Filmów Fabularnych                           | Nagroda Dziennikarzy                                           | Łukasz Palkowski                    |
| 2014 | Festiwal Polskich Filmów Fabularnych                           | Nagroda Festiwali i Przeglądów Filmu Polskiego za Granicą      | Łukasz Palkowski                    |
| 2014 | Festiwal Polskich Filmów Fabularnych                           | Nagroda Project London                                         | Łukasz Palkowski                    |
| 2014 | Festiwal Polskich Filmów Fabularnych                           | Gwiazda Gwiazd Elle                                            | Tomasz Kot                          |
| 2014 | Festiwal Filmu Polskiego w Ameryce                             | Złote Zęby                                                     | Łukasz Palkowski                    |
| 2014 | Festiwal Filmu Polskiego w Ameryce                             | Nagroda Publiczności                                           | Łukasz Palkowski                    |
| 2014 | Stowarzyszenie „Kina Polskie”                                  | Brylantowy Bilet                                               | Łukasz Palkowski                    |
| 2015 | Koło Piśmiennictwa Filmowego Stowarzyszenia Filmowców Polskich | Złota Taśma                                                    | Łukasz Palkowski                    |
| 2015 | Polskie Nagrody Filmowe                                        | Najlepszy film                                                 | Łukasz Palkowski                    |
| 2015 | Polskie Nagrody Filmowe                                        | Najlepsza reżyseria                                            | Łukasz Palkowski                    |
| 2015 | Polskie Nagrody Filmowe                                        | Najlepszy scenariusz                                           | Krzysztof Rak                       |
| 2015 | Polskie Nagrody Filmowe                                        | Najlepsze zdjęcia                                              | Piotr Sobociński junior             |
| 2015 | Polskie Nagrody Filmowe                                        | Najlepsza główna rola męska                                    | Tomasz Kot                          |
| 2015 | Polskie Nagrody Filmowe                                        | Najlepsza drugoplanowa rola męska                              | Piotr Głowacki                      |
| 2015 | Polskie Nagrody Filmowe                                        | Nagroda Publiczności                                           | Piotr Głowacki                      |
| 2015 | Ogólnopolski Festiwal Sztuki Filmowej „Prowincjonalia”         | Nagroda Główna „Jańcio Wodnik”                                 | Łukasz Palkowski                    |
| 2015 | Ogólnopolski Festiwal Sztuki Filmowej „Prowincjonalia”         | Najlepsza rola męska                                           | Tomasz Kot                          |
| 2015 | Stowarzyszenie Autorów Zdjęć Filmowych                         | Nagroda PSC                                                    | Piotr Sobociński junior             |
| 2015 | Tarnowskie Nagrody Filmowe                                     | Nagroda Publiczności                                           | Łukasz Palkowski                    |
| 2015 | The New York Polish Film Festival                              | Nagroda „Ponad Granicami” im. Krzysztofa Kieślowskiego         | Łukasz Palkowski                    |
| 2015 | The New York Polish Film Festival                              | Nagroda im. Elżbiety Czyżewskiej dla najlepszego aktora        | Tomasz Kot                          |
| 2015 | Międzynarodowy Festiwal Kina Niezależnego „Off Camera”         | Nagroda Publiczności                                           | Tomasz Kot                          |
| 2015 | Międzynarodowy Festiwal Kina Niezależnego „Off Camera”         | Wyróżnienie Specjalne                                          | Piotr Sobociński junior             |
| 2015 | Krajowa Izba Producentów Audiowizualnych                       | Nagroda za najlepszy debiut producencki (wyróżnienie honorowe) | Piotr Woźniak-Starak                |
| 2015 | Festiwal Filmów Polskich „Wisła”                               | Nagroda Publiczności                                           | Łukasz Palkowski                    |
| 2015 | Festiwal Polskich Filmów Fabularnych                           | Bursztynowe Lwy                                                | Łukasz Palkowski                    |
| 2015 | Festiwal Filmów Optymistycznych „Multimedia Happy End”         | Nagroda dla najlepszego profesjonalnego filmu fabularnego      | Łukasz Palkowski                    |